# Honey Lemon Soda
Honey Lemon Soda (ハニーレモンソーダ Hanī Remon Sōda?) es una serie de manga japonesa escrita e ilustrada por Mayu Murata. Se ha serializado en la revista de manga shōjo Ribon de Shūeisha desde diciembre de 2015, con sus capítulos recopilados en veinticuatro volúmenes de tankōbon a partir de noviembre de 2023. En julio de 2021 se lanzó una adaptación cinematográfica de acción real y una adaptación de serie de televisión de anime producida por TMS Entertainment y animado por J.C.Staff se emitió en enero a marzo de 2025 en el bloque de programación +Ultra de Fuji TV.
En febrero de 2024, la serie tenía más de 12 millones de copias en circulación.

## Sinopsis
La tranquila y tímida Uka Ishimori ha sido apodada "piedra" desde la escuela secundaria. Al ingresar a la escuela secundaria, conoce a un chico llamado Kai Miura, cuya apariencia y personalidad le recuerdan al refresco de miel y limón. A medida que los dos se conocen, la relación de Uka con Kai la inspira a tener más confianza.

## Personajes
Uka Ishimori (石森 羽花 Ishimori Uka?)
 Seiyū: Kana Ichinose
Kai Miura (三浦 界 Miura Kai?)
 Seiyū: Shōgo Yano
Serina Kanno (菅野 芹奈 Kanno Serina?)
 Seiyū: Rie Takahashi
Ayumi Endo (遠藤 あゆみ Endō Ayumi?)
 Seiyū: Miyari Nemoto
Tomoya Takamine (高嶺 友哉 Takamine Tomoya?)
 Seiyū: Shun'ichi Toki
Satoru Seto (瀬戸 悟 Seto Satoru?)
 Seiyū: Taku Yashiro

## Contenido de la obra

### Manga
El manga fue escrito e ilustrado por Mayu Murata, Honey Lemon Soda comenzó a serializarse en la revista de manga shōjo Ribon de Shueisha el 28 de diciembre de 2015. En noviembre de 2023, se han publicado veinticuatro volúmenes de tankōbon.
En julio de 2022, Yen Press anunció que había obtenido la licencia de la serie para su publicación en inglés.

### Imagen real
En septiembre de 2020, se anunció que la serie tendrá una adaptación cinematográfica de acción real, protagonizada por Raul, miembro de Snow Man, como Kai Miura y Ai Yoshikawa como Uka Ishimori. La película fue dirigida por Kōji Shintoku, basada en un guion de Nami Kikkawa. Se estrenó en Japón el 9 de julio de 2021. El tema principal de la película es "Hello Hello" de Snow Man.

### Anime
El 1 de marzo de 2024 se anunció una adaptación de la serie de televisión de anime. La serie es producida por TMS Entertainment, animada por J.C.Staff y dirigida por Hiroshi Nishikiori, con Akiko Waba escribiendo los guiones de la serie, Aimi Tanaka diseñando los personajes y Akira Kosemura componiendo los música. La serie se emitió el 8 de enero a 27 de marzo de 2025 en el bloque de programación +Ultra de Fuji TV. El tema de apertura es "Magic Hour", mientras que el tema de cierre es "Wonderful World", ambos interpretados por &Team. Crunchyroll transmite la serie fuera de Asia. Plus Media Networks Asia obtuvo la licencia de la serie en el Sudeste Asiático.

## Recepción
En febrero de 2024, Honey Lemon Soda tenía más de 12 millones de copias en circulación.
En 2021, la serie fue nominada en la 45.ª edición de los Premio de Manga Kōdansha en la categoría shōjo. También ocupó el puesto 40 en la lista de "Libro del año" de la revista Da Vinci ese año.